# بیلی گرین (بازیکن فوتبال، زاده ۱۹۲۷)
بیلی گرین (انگلیسی: Billy Green; ۹ اکتبر ۱۹۲۷ – ۱۹۹۶ (۶۸−۶۹ سال)) بازیکن فوتبال بود.
از باشگاه‌هایی که در آن بازی کرده‌است می‌توان به باشگاه فوتبال ولورهمپتون واندررز اشاره کرد.